# Attachmate
Attachmate est une société informatique américaine de logiciels, filiale de The Attachmate Group (en).
Son périmètre concerne en particulier l'émulation de terminaux, la modernisation d'applications, la gestion de transferts de fichiers, et les logiciels de gestion de fraude. En plus d'Attachmate Corporation, les autres participations du groupe comprennent NetIQ, Novell et SUSE. Attachmate a notamment racheté Novell en avril 2011 pour un montant de 2,2 milliard d'euros, impliquant le rachat de 882 brevets détenus par Novell.

## Historique
Attachmate a été fondé en 1981 par Frank W. Pritt et Tom Borkowski, l'activité étant alors focalisée sur l'émulation de terminaux IBM.
Le siège est situé à Seattle dans l'État de Washington.